# セノー
セノー株式会社（英文社名：Senoh Corporation）は、千葉県松戸市に本社を置く体育施設機器器具メーカーである。ミズノの子会社。

## 概要
1964年（昭和39年）開催の東京オリンピック体操競技で、同社製品が採用されて以降、オリンピックのバレーボール競技をはじめとするオフィシャルサプライヤーを、数々の国際大会で務めている。
跳び箱、平均台などは、日本国内の多くの体育館・学校に卸されている。

## 沿革
- 1908年（明治41年）4月1日 - 個人商店として発足。その後、勢能体育工業株式会社、勢能体育用品株式会社への社名変更を経る[3]。
- 1974年（昭和49年）1月1日 - セノー株式会社に社名変更。
- 1989年（平成元年）6月20日 - 国際バレーボール連盟より、公式競技認定品として指定される。
- 1998年（平成10年）10月12日 - 国際バスケットボール連盟より、公式競技認定品として指定される。
- 2010年（平成22年）
  - 9月21日 - 産活法の認定を受ける。
  - 9月27日 - 松飛台株式会社（旧会社）とセノー株式会社（新会社）に分割する[4]。
- 2012年（平成24年）6月21日 - ミズノに全株式を売却することを発表、同年6月29日付で同社の完全子会社となる[5]。

## 全国事業所
支店6、営業所2
松戸本社、札幌営業所、仙台支店、関東信越支店、東京支店、名古屋支店、大阪支店、広島営業所、福岡支店、配送センター（千葉県松戸市）。

## 関連会社
関連会社2
- 株式会社セノテック（群馬県沼田市、旧・群馬セノー）
- セノーメンテナンスサービス株式会社（千葉県松戸市）